# Emilio Bobadilla Cáceres
Emilio Bobadilla Cáceres nació en Cerro Verá, en el pueblo de Pirayú, Paraguay, el 3 de marzo de 1907, hijo de Ramón Bobadilla e Isabel Cáceres.

## Infancia y juventud
De niño se trasladó a Asunción, donde aprendió a ejecutar el tiple (pequeña guitarra que servía para los florilegios musicales de las punteadas) y luego la guitarra. A partir de 1930 se radicó en Buenos Aires, donde formó, con Agustín Barboza, el dúo Barboza-Cáceres.

## Primeros pasos
En 1934 participó de la grabación del primer disco de la "Orquesta Ortiz Guerrero" dirigida por el maestro José Asunción Flores, con la canción “Ñane arambohá”, compuesta sobre texto de Félix Fernández.

## Trayectoria
En 1939, con su hermano Cristóbal Cáceres, inició una serie de históricas grabaciones bajo el nombre de “Dúo de los Hermanos Cáceres”, hasta 1950, con la orquesta “Ñande roga” de Mauricio Cardozo Ocampo. 
Fue fundador y primer presidente de Intérpretes del Folklore Asociados del Paraguay (IFAP) y ocupó, en la década de los años ‘70, la vicepresidencia de Autores Paraguayos Asociados (APA).

## Últimos años
Falleció en Asunción el 21 de marzo de 1979.

## Obras
Es autor de numerosas canciones escritas en forma conjunta con destacados poetas: 
- “Ñane aramboha” (con Félix Fernández y Agustín Barboza, este último, coautor de la música)

- “Koeti jave” (con Emiliano R. Fernandez)

- “Imomoramby purahei” (con Crispiniano Martínez González)

- “Golondrina fugitiva”

- “Alondra feliz”

- “Angel de la sierra”

- “A mi rosa dormida”

- “Okaraguami aka sayju”

- “En mi prisión de esmeralda” (guarania que desde la profundidad de su lírico dramatismo narra la vida en los yerbales del Alto Paraná, a principios del siglo XX)

- “Ñande korochiré”

- “Ne mba’e raminte Angélica”

- “Sobre el corazón de mi guitarra”

- “Che sy mi marangatúpe”

- “Virgen y flor” (todas sobre poemas de Carlos Miguel Giménez)

- “Chipera Luque” (con Darío Gómez Serrato).

- La Canción del Mimby (con Juan Cristóbal Balbi)